# مارس (مانغا)

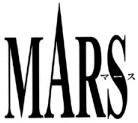

مارس (باليابانية: マース) مانغا يابانية من تأليف ورسم فويومي سوريو، وتسلسلت في مجلة بيساتسو فريند في 1996 وحتى 2000 وجمعت الفصول في 15 مجلد نشر في اليابان. تدور القصة حول رسامة منطوية على نفسها وشاب وسيم بطباع جامحة. كلاهما يملكان ماضٍ عصيب.

## القصة
تدور القصة حول آسو كيرا فتاة خجولة جدا لكنها موهوبة في الرسم تنتقل إلى مدرسة ثانوية جديدة حيث تلتقي بـ كاشينو ري الفتى الأكثر شعبية في المدرسة والذي يخفي ماضٍ مظلم. أيضا ينتقل إلى المدرسة الفتى كيريشيما ماساو والذي تربطه صلة غامضة بماضي ري.

## الشخصيات
- كيرا آسو (باليابانية: 麻生 キラ)
- ري كاشينو (باليابانية: 樫野 零)
- ماساو كيريشيما (باليابانية: 桐島 牧生)
- تاتسويا كيدا (باليابانية: 木田 達也)
- هارومي سوغاهارا (باليابانية: 杉原 晴美)
- شيوري ساكورازاوا (باليابانية: 桜沢 しおり)

## روابط خارجية
- مارس على موقع ANN manga (الإنجليزية)